# Joseph-Ferdinand Peachy
Joseph-Ferdinand Peachy, né le 27 août 1830 à Québec et mort le 31 décembre 1903 dans la même ville est un architecte québécois.

## Biographie
Fils de John William, tailleur, et de Marie-Angélique Roussel, Joseph-Ferdinand Peachy commence ses études d’architecture vers 18 ans. Pierre Gauvreau, ingénieur et architecte au département des Travaux publics, lui enseigne le dessin. Charles Baillairgé le prend ensuite comme stagiaire, puis assistant, enfin associé de 1863 à 1866.
En 1866, alors que Baillairgé abandonne la pratique, Peachy ouvre son propre bureau sur la rue Saint-Jean. Il se voit confier des travaux pour le séminaire de Québec, le monastère des Ursulines et la fabrique de Notre-Dame à Québec.
La conception de l'église Saint-Sauveur de Québec est la première occasion pour Peachy de dresser des plans sur un répertoire formel neuf.
|  |  |

## Œuvres
- École des beaux-arts de Québec
- Église Saint-Jean-Baptiste de Québec
- Église Saint-Sauveur de Québec
- Maison François-Xavier-Garneau
- Clocher de l'église Notre-Dame-des-Victoires de Québec

## Hommages
- Une plaque "Ici vécut" de la ville de Québec est présente au 700 rue Saint-Jean, en son honneur, pour indiquer son ancien lieu de résidence.